# The call of Nepal
|  | Denne artikel er oprettet af botten PalnaBot ud fra en ekstern database. Den kan derfor have sproglige fejl eller mangler. Denne skabelon kan fjernes efter kontrol af indholdet. |

The call of Nepal er en film instrueret af Mikkel Cantzler Christensen, Jonas Unmack Larsen.

## Handling
I Danmark og mange andre vestlige lande har mobiltelefonen over specielt de seneste ti år fået en meget stor betydning i vores hverdage. Du kender det sikkert fra dig selv. Hvornår har du for eksempel ikke sidst fisket din mobil telefon op ad lommen for at foretage et opkald eller smide en sms til en ven eller en veninde? Det ligger garanteret kun få timer - måske endda minutter tilbage. Måske du ligefrem læser dette på din telefon i disse sekunder? Men mobilens rolle og betydning er ikke nødvendigvis den samme i andre lande i verden. The Call of Nepal viser, hvordan mobiltelefonen har fået sit indtog i Nepal. Et land, der på mange måder såvel samfundsmæssigt som teknologisk halter bagefter. Snakker man om mobilrevolutionen er landet under himlens tag svær at komme uden om. I 2005 var der færre end 300.000 mobiltelefoner i Nepal. Nu er det antal vokset til mere end 13 millioner. Specielt inden for de seneste par år er udviklingen gået stærkt. Alsidigheden ved mobiltelefonen og forskelligheden i den nepalesiske befolkning ses tydeligt i måderne mobiltelefonen bruges. Men går udviklingen for stærkt? Risikerer man at blive sat af på den mobile kommunikationsmotorvej, hvis ikke man er med på beatet? Og hvad med fornuften - skal man have en telefon, hvis end ikke man har et sted at bo?